# Torre de Sant Onofre
La Torre de Sant Onofre fou una obra del municipi de Tortosa (Baix Ebre) declarada bé cultural d'interès nacional.

## Descripció
La torre de Sant Onofre va ser enderrocada a mitjans del segle XX per aprofitar la terra argilosa on estava construïda. Estava situada al costat de la capella de Sant Onofre, de la qual prenia nom. Dominava el pla del delta de l'Ebre. Rebia, popularment, la denominació de la "segona Candela" per la relació que guarda amb la torre anomenada "de la Candela" propera a Amposta. La Torre de Sant Onofre, vulgarment Sant Nofre, s'aixecava a la vora del kilòmetre 199 de la carretera de Barcelona a València. Era una de les defenses que durant l'edat Mitjana protegiren el sector tortosí. Tenia planta circular i amb escasses obertures. Estava construïda amb pedra no tallada i tenia coronament de merlets.